# Evžen Württemberský (1846–1877)
Evžen Württemberský, plným jménem německy Herzog Wilhelm Eugen August Georg von Württemberg (20. srpna 1846, Bückeburg, Schaumburg-Lippe – 20. ledna 1877, Düsseldorf) byl člen württemberského panovnického domu.

## Biografie

### Původ, mládí
Evžen se narodil jako druhý potomek/jediný syn ze tří dětí vévody Evžena Württemberského a jeho manželky, princezny Matyldy Schaumburg-Lippe.
Vyrůstal v Carlsruhe, loveckém sídle svého otce ve Slezsku. Studoval v Tübingen.

### Vojenská kariéra
V roce 1866 nastoupil jako poručík vojenskou službu ve württemberské armádě. S 3. jezdeckým regimentem a aktivně se účastnil prusko-rakouské války. Po válce vojenskou službu opustil kvůli pokračování ve studiích a začal žít v Paříži. Spolu se svým strýcem, vévodou Vilémem Württemberským, pak od července roku 1868 do ledna roku 1869 cestoval po USA.
Za prusko-francouzské války v letech 1870–1871 bojoval v hodnosti nadporučíka v bitvách u Mezieres, Chevilly, Mont Mesly a Villiers. V roce 1871 se stal rytmistrem, v roce 1874 se stal majorem a v roce 1876 štábním důstojníkem. V prosinci téhož roku byl převelen k 2. vestfálskému husarskému pluku v Düsseldorfu.

### Manželství, potomci
8. května roku 1874 se oženil s ruskou velkokněžnou Věrou Konstantinovnou, dcerou velkoknížete Konstantina Nikolajeviče a jeho manželky Alexandry Josifovny, rozené von Sachsen-Altenburg, a neteří a adoptivní dcerou württemberské královny Olgy a jejího manžela krále Karla I., jež od devíti let vyrůstala na württemberském panovnickém dvoře. Z jejich manželství se narodily tři děti – nejstarší syn, který však zemřel jako sedmiměsíční nemluvně, a dvě dcery – dvojčata:
- Karel Evžen Württemberský (8. dubna 1875 – 11. listopadu 1875)
- Elsa (1. března 1876 – 27. května 1936), ⚭ 1897 kníže Albrecht Schaumburg-Lippe (1869–1942)
- Olga (1. března 1876 – 21. října 1932), ⚭ 1898 kníže Maxmilián Schaumburg-Lippe (1871–1904)

### Smrt
Evžen zemřel nečekaně ve věku 30 let. Jako oficiální příčina smrti byl uveden pád s koně, ve skutečnosti však zemřel při souboji. Pohřben byl nejprve v kostele zámku ve Stuttgartu, později byly jeho ostatky přeneseny do kostela stuttgartského Starého zámku. V okamžiku své smrti byl po princi Vilémovi (pozdější král Vilém II. Württemberský) následník württemberského trůnu. Jeho manželka se již neprovdala, třebaže ovdověla v 22 letech.

### Politika
Jako člen württemberského domu měl od roku 1870 křeslo v horní komoře, mandát však použil osobně pouze jednou při zahájení zemského sněmu v roce 1875 a jinak se nechal zastupovat.
Zdědil také slezský majorát Pokój, s nímž bylo spojeno dědičné křeslo v pruské horní komoře, to však ovšem neobsadil.

## Vývod z předků
|                     |                                        |  |                                                 |                                                       |  |  |  |  |  |  |  | Fridrich Evžen Württemberský |
|                     |                                        |  |                                                 |                                                       |  |  |  |  |  |  |  |                              |
|                     | Evžen Fridrich Württemberský           |  |                                                 |                                                       |  |  |  |  |  |  |  |                              |
|                     |                                        |  |                                                 |                                                       |  |  |  |  |  |  |  |                              |
|                     |                                        |  |                                                 | Bedřiška Braniborsko-Schwedtská                       |  |  |  |  |  |  |  |                              |
|                     |                                        |  |                                                 |                                                       |  |  |  |  |  |  |  |                              |
|                     | Evžen Fridrich Karel Württemberský     |  |                                                 |                                                       |  |  |  |  |  |  |  |                              |
|                     |                                        |  |                                                 |                                                       |  |  |  |  |  |  |  |                              |
|                     |                                        |  |                                                 | Kristián Karel Stolbersko-Gedernský                   |  |  |  |  |  |  |  |                              |
|                     |                                        |  |                                                 |                                                       |  |  |  |  |  |  |  |                              |
|                     | Lujza Stolbersko-Gedernská             |  |                                                 |                                                       |  |  |  |  |  |  |  |                              |
|                     |                                        |  |                                                 |                                                       |  |  |  |  |  |  |  |                              |
|                     |                                        |  |                                                 | Eleonora Reuss-Lobenstein                             |  |  |  |  |  |  |  |                              |
|                     |                                        |  |                                                 |                                                       |  |  |  |  |  |  |  |                              |
|                     | Evžen Erdmann Württemberský            |  |                                                 |                                                       |  |  |  |  |  |  |  |                              |
|                     |                                        |  |                                                 |                                                       |  |  |  |  |  |  |  |                              |
|                     |                                        |  |                                                 | Karel August Waldeck                                  |  |  |  |  |  |  |  |                              |
|                     |                                        |  |                                                 |                                                       |  |  |  |  |  |  |  |                              |
|                     | Jiří I. Waldecko-Pyrmontský            |  |                                                 |                                                       |  |  |  |  |  |  |  |                              |
|                     |                                        |  |                                                 |                                                       |  |  |  |  |  |  |  |                              |
|                     |                                        |  |                                                 | Kristýna Henrieta Falcko-Zweibrückenská               |  |  |  |  |  |  |  |                              |
|                     |                                        |  |                                                 |                                                       |  |  |  |  |  |  |  |                              |
|                     | Matylda Waldecko-Pyrmontská            |  |                                                 |                                                       |  |  |  |  |  |  |  |                              |
|                     |                                        |  |                                                 |                                                       |  |  |  |  |  |  |  |                              |
|                     |                                        |  |                                                 | August II. Schwarzbursko-Sondershausenský             |  |  |  |  |  |  |  |                              |
|                     |                                        |  |                                                 |                                                       |  |  |  |  |  |  |  |                              |
|                     | Augusta Schwarzbursko-Sondershausenská |  |                                                 |                                                       |  |  |  |  |  |  |  |                              |
|                     |                                        |  |                                                 |                                                       |  |  |  |  |  |  |  |                              |
|                     |                                        |  |                                                 | Kristina Anhaltsko-Bernburská                         |  |  |  |  |  |  |  |                              |
|                     |                                        |  |                                                 |                                                       |  |  |  |  |  |  |  |                              |
| Evžen Württemberský |                                        |  |                                                 |                                                       |  |  |  |  |  |  |  |                              |
|                     |                                        |  |                                                 |                                                       |  |  |  |  |  |  |  |                              |
|                     |                                        |  | Fridrich Arnošt ze Schaumburg-Lippe-Alverdissen |                                                       |  |  |  |  |  |  |  |                              |
|                     |                                        |  |                                                 |                                                       |  |  |  |  |  |  |  |                              |
|                     | Filip II. ze Schaumburg-Lippe          |  |                                                 |                                                       |  |  |  |  |  |  |  |                              |
|                     |                                        |  |                                                 |                                                       |  |  |  |  |  |  |  |                              |
|                     |                                        |  |                                                 | Alžběta Filipína z Friesenhausen                      |  |  |  |  |  |  |  |                              |
|                     |                                        |  |                                                 |                                                       |  |  |  |  |  |  |  |                              |
|                     | Jiří Vilém ze Schaumburg-Lippe         |  |                                                 |                                                       |  |  |  |  |  |  |  |                              |
|                     |                                        |  |                                                 |                                                       |  |  |  |  |  |  |  |                              |
|                     |                                        |  |                                                 | Vilém Hesensko-Philippsthalský                        |  |  |  |  |  |  |  |                              |
|                     |                                        |  |                                                 |                                                       |  |  |  |  |  |  |  |                              |
|                     | Juliana Hesensko-Philippsthalská       |  |                                                 |                                                       |  |  |  |  |  |  |  |                              |
|                     |                                        |  |                                                 |                                                       |  |  |  |  |  |  |  |                              |
|                     |                                        |  |                                                 | Ulrika Eleonora Hesensko-Philippsthalsko-Barchfeldská |  |  |  |  |  |  |  |                              |
|                     |                                        |  |                                                 |                                                       |  |  |  |  |  |  |  |                              |
|                     | Matylda ze Schaumburg-Lippe            |  |                                                 |                                                       |  |  |  |  |  |  |  |                              |
|                     |                                        |  |                                                 |                                                       |  |  |  |  |  |  |  |                              |
|                     |                                        |  |                                                 | Karel August Waldeck                                  |  |  |  |  |  |  |  |                              |
|                     |                                        |  |                                                 |                                                       |  |  |  |  |  |  |  |                              |
|                     | Jiří I. Waldecko-Pyrmontský            |  |                                                 |                                                       |  |  |  |  |  |  |  |                              |
|                     |                                        |  |                                                 |                                                       |  |  |  |  |  |  |  |                              |
|                     |                                        |  |                                                 | Kristýna Henrieta Falcko-Zweibrückenská               |  |  |  |  |  |  |  |                              |
|                     |                                        |  |                                                 |                                                       |  |  |  |  |  |  |  |                              |
|                     | Ida Waldecko-Pyrmontská                |  |                                                 |                                                       |  |  |  |  |  |  |  |                              |
|                     |                                        |  |                                                 |                                                       |  |  |  |  |  |  |  |                              |
|                     |                                        |  |                                                 | August II. Schwarzbursko-Sondershausenský             |  |  |  |  |  |  |  |                              |
|                     |                                        |  |                                                 |                                                       |  |  |  |  |  |  |  |                              |
|                     | Augusta Schwarzbursko-Sondershausenská |  |                                                 |                                                       |  |  |  |  |  |  |  |                              |
|                     |                                        |  |                                                 |                                                       |  |  |  |  |  |  |  |                              |
|                     |                                        |  |                                                 | Kristina Anhaltsko-Bernburská                         |  |  |  |  |  |  |  |                              |
|                     |                                        |  |                                                 |                                                       |  |  |  |  |  |  |  |                              |